# Adnet
Adnet egy ausztriai község, mely Salzburg tartomány Halleini járásban kerületében található. A 3442 fős település híres az itt bányászott márványról, gyakran „Márványfalunak” is nevezik.

## Fekvése
A Tennengau tájegységhez tartozó falu Salzburgtól délre található Hallein közelében. A település egy a Salzach völgyére néző magaslaton épült, az Osterhorngruppe hegységben. Mivel a környék alig húsz percnyire található Salzburgtól, így a környező hegyek kedvelt kirándulóhelyei a város lakóinak.
A település részei:
- Adnet (1382 fő, 2015. január 1-jén[3])
- Riedl (145)
- Spumberg (246)
- Waidach (860)
- Wimberg (856)

## Története[4]
A falu neve a kelta Atanate (Atanat , Attnat) szóbol ered, melynek jelentése vízparti mocsár. Első írásos említése egy 745-ben kelt adománylevélben történt.
1758 óta működik iskola Adnetben. Egyházközsége 1856 óta független. A helyi templom egy 1890-es tűzvészben súlyosan megrongálódott. Bár barokk berendezései nem pusztultak el teljesen, a templom újjáépítése neogót stílusban történt.
A márvány kitermelése a 2.-3. század idején indult meg, s azóta is fontos eleme a helyi gazdaságnak. Az adneti márványt többek közt a bécsi Parlamentben, a salzburgi fellegvárban, a salzburgi Szent Péter-apátságban is felhasználták.
A 20. század elején két vízerőmű épült a környéken, melyek Salzburgot látták el elektromossággal. Az új üzemek számos új munkalehetőséget kínáltak.

## Látnivalók
- Márványmúzeum (Marmormuseum Adnet): a bányászat történetét, eszközeit bemutató kiállítás.
- Kraftwerk Wiestal: erőmű és víztározó